# Лежача оголена (картина Модільяні)
«Лежача оголена» (фр. Nu Couché) — картина італійського художника Амедео Модільяні, написана в 1917-1918 роках. Картина є однією з найпопулярніших картин в світі і часто виставляється.

## Продаж 2015 року
9 листопада 2015 року картину було продано на аукціоні «Крістіз» в Нью-Йорку за 170 405 000 доларів, зайнявши другу сходинку в списку найдорожчих творів. Картину придбав китайський мільярдер Лю Іцянь.

## Живопис
Картина є однією з найвідоміших з серії ню, яку Модільяні написав у 1917 році під патронатом його польського дилера Леопольда Зборовського. Вважається, що вона була включена в перше і єдине художнє шоу Модільяні в 1917 році, у галереї Берти Вейль, яку з часом було закрито поліцією. Керуючі «Крістіз» відзначають, що продана ними картина в листопаді 2015 року засвідчила, що ця колекція ню Модільяні служила для підтвердження і активізації «голого» як предмет сучасного мистецтва.